# Amici, complici, amanti
Amici, complici, amanti (Torch Song Trilogy) è un film del 1988 diretto da Paul Bogart. Il film, dedicato a "tutta la gente impegnata nella lotta contro l'AIDS", è la trasposizione cinematografica di uno spettacolo teatrale di Broadway, scritto ed interpretato da Harvey Fierstein, che è anche protagonista della pellicola.

## Trama
Arnold, cantante di origini ebraiche che si esibisce come Drag Queen in un locale gay, è solo e cerca un rapporto sentimentale solido. Una sera in un locale incontra Ed, ma la storia non ha fortuna perché l'uomo decide di sposarsi con una donna.
Dopo questa delusione, Arnold conosce Alan, che ha lasciato la provincia ed è venuto a contatto con il mondo gay cittadino. Nonostante la differenza d'età, fra i due nasce l'amore, soprattutto per volontà di Alan, e così decidono di vivere insieme e anche di adottare un figlio, finché un grave gesto d'intolleranza pone fine tragicamente alla storia proprio il giorno in cui prendono casa insieme.
Rimasto solo, il protagonista si riavvicina al suo vecchio amico Ed, che impara ad accettare la propria omosessualità (dopo un divorzio e un tentato suicidio) e a costruire con lui una famiglia adottando un adolescente inquieto (anch'egli gay) come Arnold aveva progettato con il suo Alan.

## Critica
Il titolo originale, che letteralmente significa "trilogia delle torch song" (le canzoni cantante da Arnold nei suoi spettacoli), richiama tre momenti della vita di Arnold: il rapporto con Ed; la tragica storia con Alan e la convivenza con Ed e con David. Poi c'è lo scontro con la madre (Anne Bancroft). La parte più dura del film è proprio qui, nella madre legata alle tradizioni ebraiche e incapace di accettare la diversità del figlio. Nonostante l'amore materno, la donna non vuole riconciliarsi con il figlio.
Il film non manca di coraggio nei testi:
dice Arnold alla madre.

## Riconoscimenti
- Tony Awards (al soggetto): Best play (1983)